# منقذ بيتزا

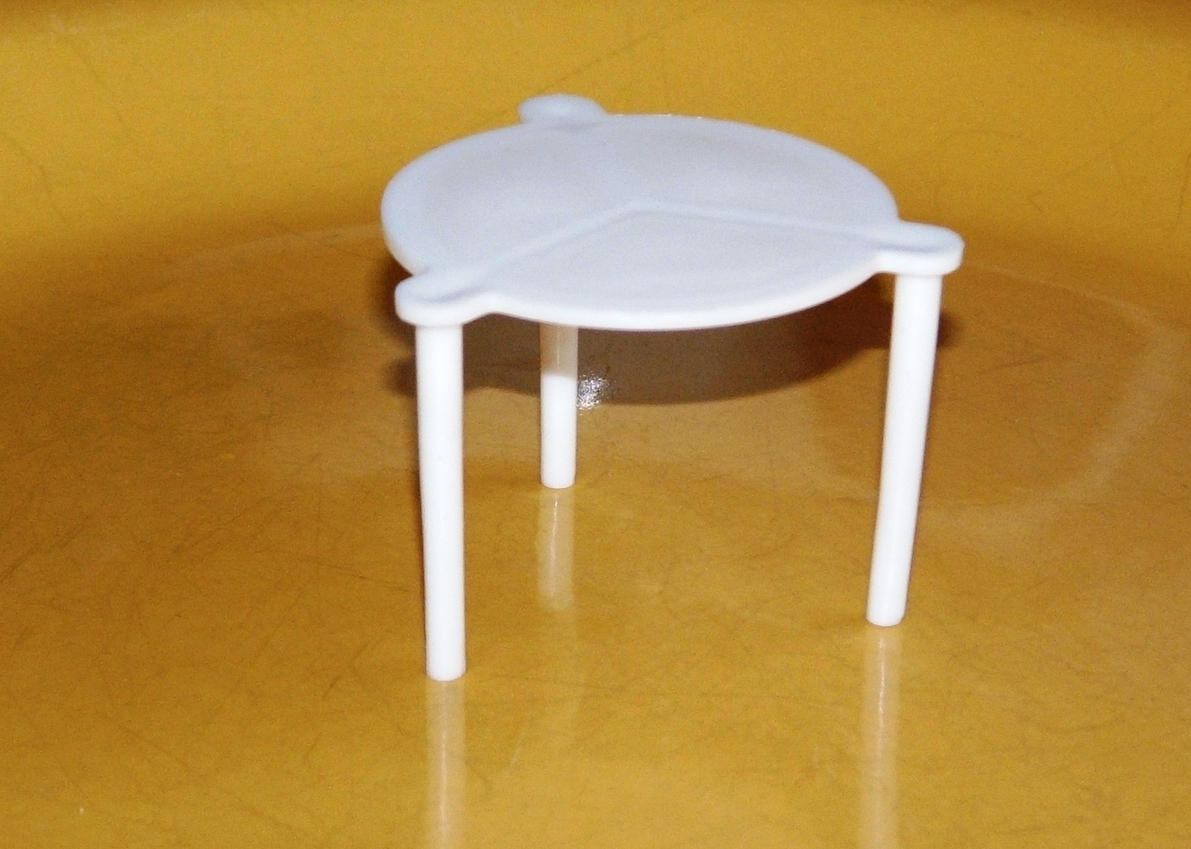
منقِذ بيتزا مصنوع من اللدائن

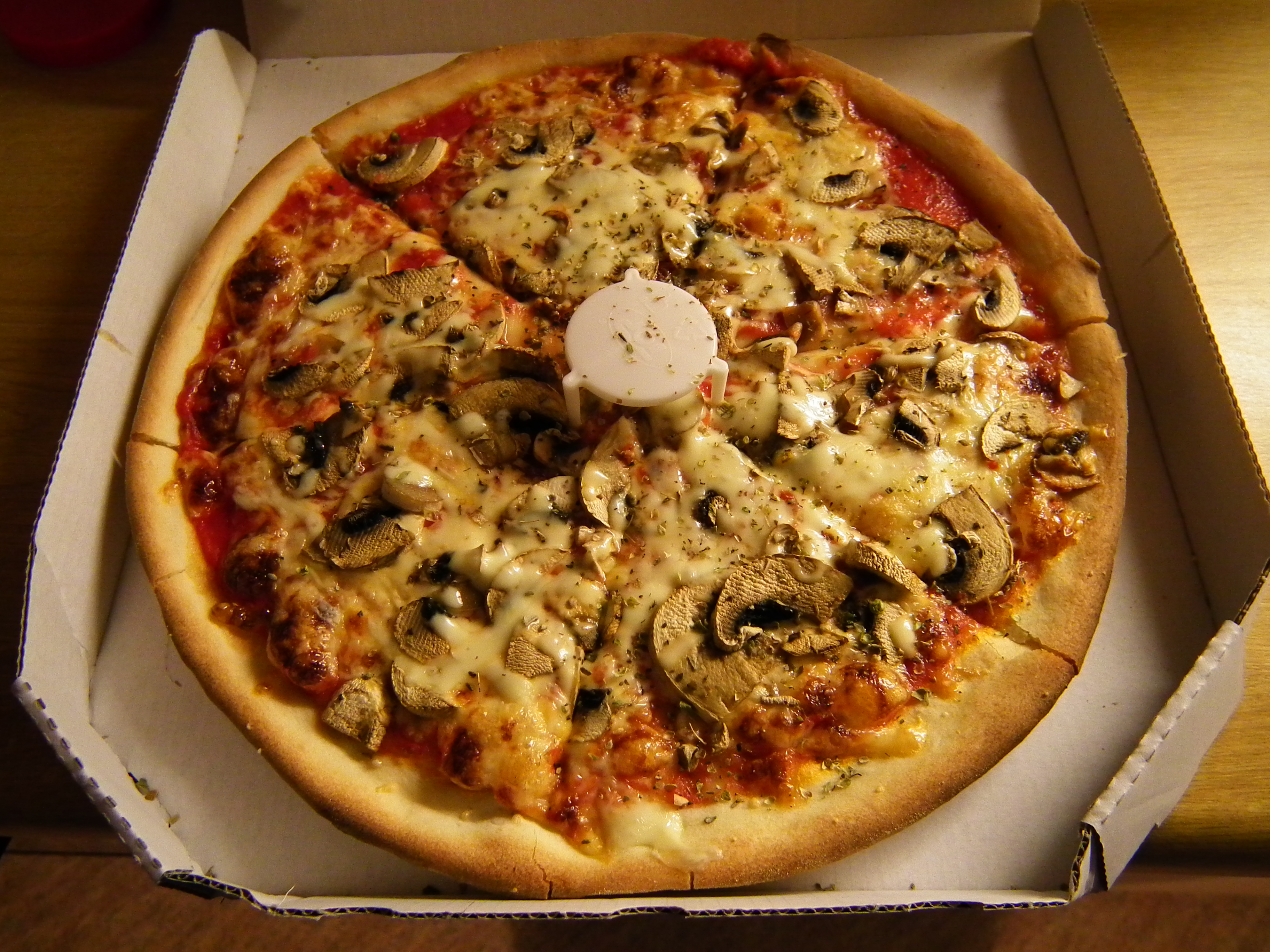
بيتزا في علبة، مع منقِذ بيتزا

مُنْقِذ بيتزا أو مُنْقِذ رَزْمَة وأحيانا يشار إليه باسم مائدة بيتزا هو شيء يستعمل لمنع سقف علبة طعام، مثل علبة بيتزا أو صندوق كعكة، من الانهيار في الوسط ولمس الطعام في الداخل.
يصنع منقذ البيتزا من اللدائن وله ثلاثة (وأحيانا أربعة) أرجل. هو عامة أبيض، والعادة أن يوضع منقذ بيتزا واحد في وسط البيتزا قبل سدّ العلبة للتوصيل. لا يعاد استخدام منقذ البيتزا وعادة ينبذه الزبون، ولكن البعض وجد وظيفة ثانية له كداعمة بيضة وهو مقلوب.